# Francis James Furey
Francis James Furey (* 22. Februar 1905 in Summit Hill, Pennsylvania; † 23. April 1979 in San Antonio, Texas) war ein US-amerikanischer Geistlicher und römisch-katholischer Erzbischof von San Antonio.

## Leben
Francis James Furey empfing am 15. März 1930 durch Basilio Kardinal Pompili das Sakrament der Priesterweihe für das Erzbistum Philadelphia.
Am 17. August 1960 ernannte ihn Papst Johannes XXIII. zum Weihbischof in Philadelphia und Titularbischof von Temnus. Die Bischofsweihe spendete ihm am 22. Dezember desselben Jahres der Apostolische Delegat in den Vereinigten Staaten, Egidio Vagnozzi; Mitkonsekratoren waren Joseph Carroll McCormick, Bischof von Altoona-Johnstown, und Joseph Mark McShea, Weihbischof in Philadelphia.
Am 21. Juli 1963 ernannte Papst Paul VI. Furey zum Koadjutorbischof von San Diego. Nach dem Tod von Charles Francis Buddy folgte er diesem 1966 als Bischof nach. Am 23. Mai 1969 wurde Furey zum Erzbischof von San Antonio ernannt. Er blieb bis zu seinem Tod im April 1979 als Erzbischof im Amt.
Francis James Furey war Teilnehmer aller vier Sitzungsperioden des Zweiten Vatikanischen Konzils.